# Jurij Litwincew
Jurij Iwanowicz Litwincew (ros. Юрий Иванович Литвинцев, ur. 10 marca 1934 we wsi Kyra w obwodzie czytyjskim, zm. 3 sierpnia 2009 w Tomsku) – radziecki działacz partyjny.

## Życiorys
Od 1956 członek KPZR, 1957 ukończył Tomski Instytut Politechniczny, od 1957 funkcjonariusz komsomolski i partyjny w obwodzie tomskim. W 1964 ukończył Wyższą Szkołę Partyjną przy KC KPZR, 1983-1984 II sekretarz Komitetu Obwodowego KPZR w Tomsku, 1984-1985 inspektor KC KPZR. Od 5 sierpnia 1985 do 26 sierpnia 1990 I sekretarz Komitetu Obwodowego KPZR w Tule, 1990-1991 przewodniczący Tulskiej Rady Obwodowej, 1986-1991 członek KC KPZR. Deputowany ludowy ZSRR.

## Odznaczenia
- Order Rewolucji Październikowej
- Order Czerwonego Sztandaru Pracy
- Order „Znak Honoru”